# När oskulder kysser
När oskulder kysser är författaren Per Hagmans fjärde roman, den gavs ut 1997, och handlar om den artonårige Benjamin och hans möte med den knappt tonåriga Nelly.